# Нотогея

Географічне розташування Австралійської області

Лінія Воллеса, що розмежовує тваринний світ Австралійської області від Індо-Малайської

Австралі́йська біогеографі́чна о́бласть, Нотоге́я — біогеографічна область, що охоплює Австралію, Тасманію, Нову Гвінею, Соломонові острови, архіпелаг Бісмарка, Молуккські, Малі Зондські острови, а також Нову Зеландію і острови Полінезії, Меланезії, Мікронезії. Фіто- і зоогеографи часто виділяють Нову Зеландію і острови Полінезії в дві окремі біогеографічні області. Причина цього обумовлена головним чином в різних можливостях розселення тварин і рослин. Австралійська біогеографічна область поділяється на 4 підобласті.

## Особливості природи
Тваринний і рослинний світ відрізняється великою своєрідністю і древнім віком. Це пояснюється тим, що Австралія знаходилася у зв'язку з прилеглими частинами Азії, і лише в мезозої ізолювалась від Гондвани (Південного материка), але характер сучасних флори і фауни свідчить про тісну спорідненість з гондванськими. Подальша ізоляція Австралії сприяла тому, що населяючі її тварини і рослини продовжували розвиватися власним, незалежним шляхом. Надзвичайно багато ендеміків. Наприклад, 75 % з 12 049 видів судинних рослин (Тасманія — 1 100 видів), усі види (близько 150) сумчастих і однопрохідних ссавців, 74 % з близько 670 видів птахів.
Характерними є поліморфні (багаті видами) роди рослин, повна відсутність хвощів Equisetum, бамбука Bambuseae, яблуневих Maloideae. До ендеміків відносять евкаліпти Eucalyptus, казуарин, своєрідні акації Acacia (400 видів) з філодіями замість листя, родина тремандрових (частина родини Elaeocarpaceae). Переважають родини бобових Fabaceae (1 341 вид), миртових Myrtaceae (1 013 видів), протейних Proteáceae (660 видів), айстрових Asteráceae (529 видів).

## Районування
Біогеографічна область територіально поділяється на 4 підобласті, що відрізняються одна від одної певними особливостями живої природи, які сформувались історично:
- Австралійська
- Папуаська
- Новозеландська
- Полінезійська

### Австралійська підобласть

Представники тваринного світу Австралійського екорегіону

Тварини австралійського екорегіону

Охоплює Австралію, крім північних її районїв, острів Тасманію і ряд прилеглих островів. Переважаючі тип природних краєвидів в Австралії — тропічні степи і субтропічні пустелі. У ряді випадків виявляється спільність з флорами Антарктичної та Капської області (буки, кипарисові, магнолієві, араукарії, деревоподібні папороті, протейні й ін.). Проте в центральній частині материка спостерігаються розриви ареалів багатьох рослин (джексонія, банксія та ін.), що пояснюється стародавнім тривалим роз'єднанням західної і східних частин Австралії морем. На теренах області майже немає ендемічних культурних рослин з соковитими плодами. Тут батьківщина посухостійких дерев і чагарників, поширених у культурах по всьому світові (евкаліпти, акації).
Рослинність неоднорідна. Засолені пустелі центральних районів покриті солянками (солерос, кохія, лобода), піщані — жорсткими колючими злаками (триодія, спиніфекс). Зі сходу й заходу від цих районів поширюються території жорстколистяних чагарників — «скреб». На схід вони поступово переходять в широкі савани з невисокими акаціями та евкаліптами, що далі змінюються саванновими лісами. У міру наближення до моря на південний захід і схід материка з'являються вічнозелені субтропічні ліси, а по берегах Коралового моря і вологі тропічні ліси — гілеї, схожі за структурою та походженням з сусідніми маланезійськими гілеями.
Для субтропічних і субантарктичних лісів області характерні гігантські (заввишки понад 100 м і в діаметрі до 12 м) евкаліпти, деревоподібні папороті, саговники і ін. На південному заході росте своєрідна деревоподібна ксанторія з родини лілейних Liliaceae.
На сході материка і на острові Тасманія — ліси з евкаліптів та інших миртових (Myrtaceae), південних буків. На острові Тасманія зустрічаються степові ділянки, скреби; у горах ростуть справжні антарктичні ліси з чилійського бука, антарктичних хвойних (подокарпус, філокладус) і ін. На схилах високих гір і на плато Великого вододільного хребта межа лісів місцями не доходить до самих вершин. У горах — субальпійські луки, болота, зустрічаються північні гірські рослини: ранункулюс, генціана, вероніка, віола, гнафаліум.
Підобласті рослинного покриву:
- Південно-західна,
- Еремея,
- Північно-східна,
- Південно-східна,
- Тасманія.

Австралійська зоогеографічна область — одна з 6 зоогеографічних областей суші, вперше встановлена англійським вченим Ф. Л. Секлетером, обґрунтована англійським натуралістом А. Р. Уоллесом і загальновизнана в пізніших системах розподілів суші. Фауна характеризується великою кількістю ендемічних родів і родин, малим числом вищих, або плацентарних, ссавців, з яких (не вважаючи завезених людиною і потім здичавілих: собаки, свині, кролики, лисиці, пацюки Rattus rattus і деякі інші) зустрічаються тільки кажани, здатні перелітати широкі протоки, і небагато родів справжніх мишей, предки яких могли бути занесені течією на деревних стовбурах.
Сумчасті досягли тут виняткового розквіту: зустрічається близько 50 родів (162 видів), які зустрічаються тільки в Південній Америці, 2 родини — сумчасті щури Didelphidae і ценолестові Caenolestidae. Різноманітні форми сумчастих відповідають різним біологічним екотипам вищих ссавців:
- хижим — сумчастий вовк і сумчаста куниця;
- комахоїдним — сумчастий мурахоїд і сумчастий кріт;
- гризунам типу байбака — вомбат;
- тваринам типу білок і летяг — сумчаста білка;
- дереволазним — кузу і коала;
- копитним — величезний кенгуру Macropus giganteus.

Характерною рисою орнітофауни цієї області як однієї з найдавніших, що пройшла окремий розвиток від інших континентів, є наявність австралійського ендемічного виду страусів — ему, одного з найпримітивніших горобиних птахів — лірохвоста австралійського (Menura superba, Menuridae) та ендемічних папуг роду Какаду (Cacatua, Cacatuidae). У цілому орнітофауна області характеризується значною кількістю ендемічних родин і родів. Із 1200 видів птахів близько 450 — ендемічні, зокрема усі види родини Казуарових (Casuariidae), родини Великоногових (Megapodiidae), родини Наметникових (Ptilonorhynchidae), а також родини Медолюбових (Meliphagidae) (близько 200 видів), родини Дивоптахових (Paradisaeidae) (понад 100 видів). Із 83 родин, види яких заселяють цю область, 14 ендемічні, а це більше, ніж у будь-якій іншій області.

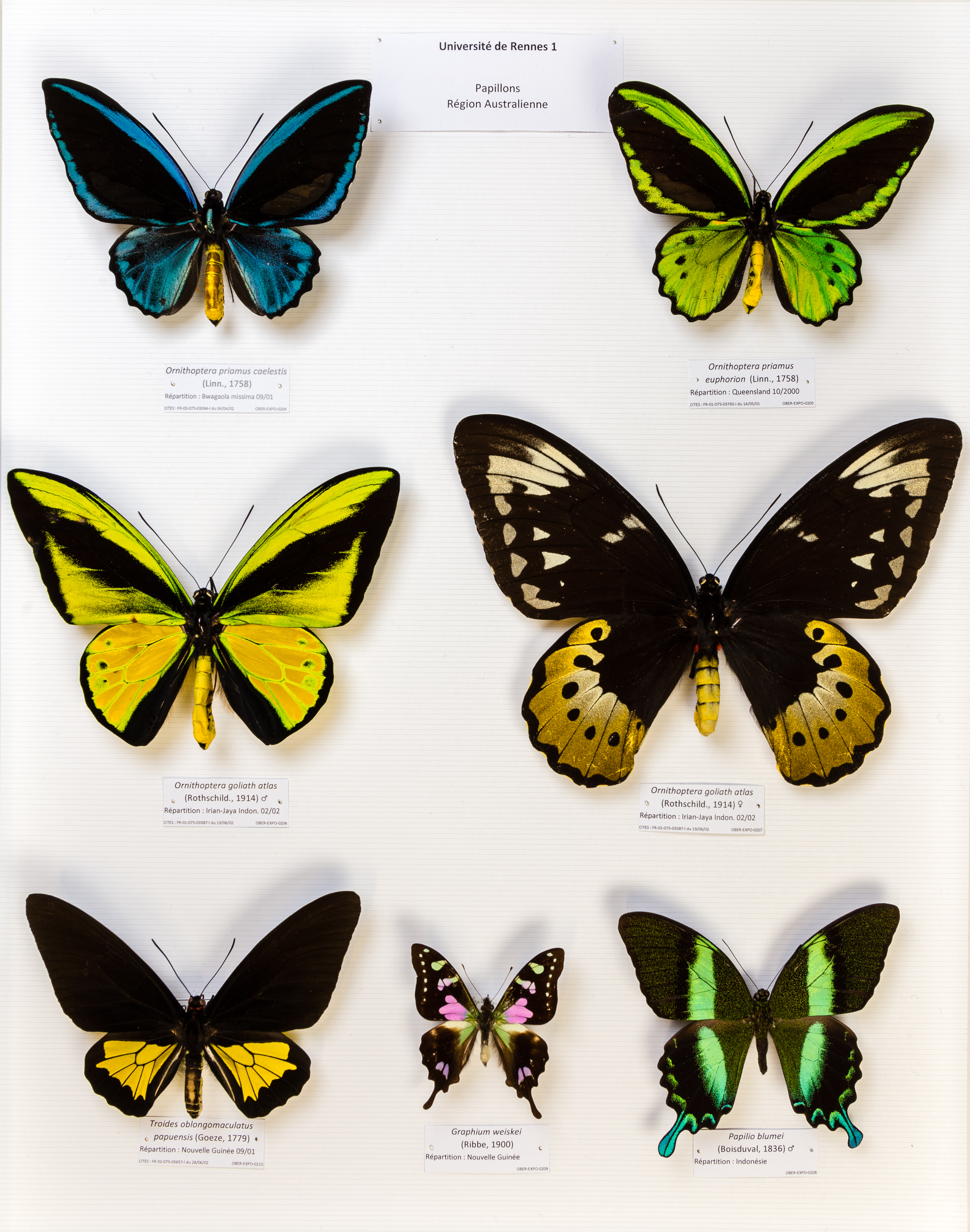
Метелики Австралазії

З жуків характерні златки і дроворуби, з метеликів — стародавні групи Cossidae і Hepialidae.
Характернами тваринами є також: однопрохідні — качконіс і єхидна. Ящірки з родини агамових (Agamidae), сцинковий гекон, двоякодишуча риба цератод (лат. Neoceratodus).

### Папуаська підобласть
Охоплює північну частину Австралії, Нову Гвінею, Соломонові острови, Ару, архіпелаг Бісмарка, острів Тимор. Переважаючий тип природних краєвидів (до перетворення їх людьми) — ліс з пальмами, панданусами, хлібними, санталовими деревами (Santalum), деревоподібними папоротями, різними каучуконосами, ліанами і савани з евкаліптами, акаціями, різними злаками.
Характерні тварини: єхидна (Tachyglossidae), проєхидна, деревні кенгуру (Macropodidae) і кускуси, бандикути, шерстохвости, райські птахи, папуги, рибалочки, гарпії, смітні кури, казуари, гекони, сцинки, варани, крокодили, жаби, яскраво забарвлені характерні метелики родини Papilionidae і жуки, молюски. У Новій Гвінеї є кілька видів гризунів місцевого походження і дика свиня, наявність якої свідчить про колишні зв'язки суші Австралії з Південною Азією.

### Новозеландська підобласть
Охоплює Нову Зеландію, острови Чатем, Окленд, Кемпбел, Антиподів. Переважні типи природних краєвидів — гірські ліси з деревоподібних папоротей, хвойних — агатисів і подокарпів, — лаврів, миртів, південних буків.
Характерні тварини: ящерогад гатерія, новозеландська жаба, нелітаючі птахи — ківі і винищений у XVIII сторіччі велетенський моа, папуги, султанська курка. Зовсім відсутні ссавці місцевого походження.

### Полінезійська підобласть
Є порівняно бідною на види рослин, і тварин. Охоплює острови Полінезії, включно з Гавайськими. Поряд з островами вулканічного і коралового походження є і материкові з залишками гондванських флори і фауни (наприклад, деревоподібні папороті з численними ендемічними видами на багатьох островах, ігуани на островах Фіджі і Товариства).